# Altes Dorf (Pechau)

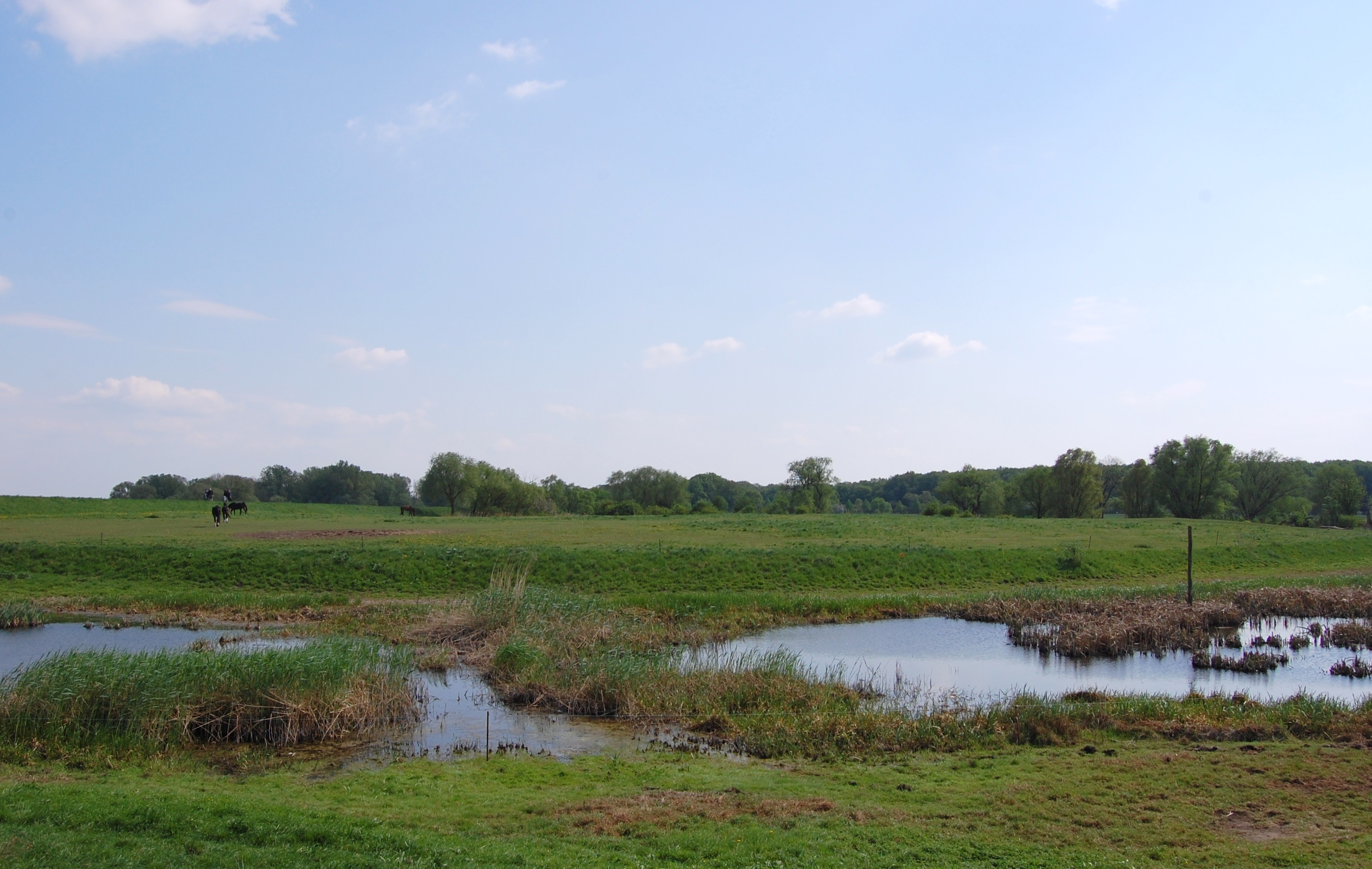
Burgwall Altes Dorf in Pechau

Das Alte Dorf ist ein alter Slawischer Burgwall im zur Stadt Magdeburg gehörenden Dorf Pechau in Sachsen-Anhalt.

## Lage
Der noch als Geländeerhebung erkennbare Burgwall liegt südöstlich des Dorfs Pechau am Ortsrand. Der Rundwall hat einen Durchmesser von 130 bis 150 Metern. An der Ostseite wird der Wall vom Deich des Elbe-Umflutkanals durchschnitten. Die Burg war ursprünglich vollständig von Wasser umgeben. Zum Teil lag sie direkt an einem natürlichen Wasserlauf, im Übrigen war ein tiefer Graben ausgehoben. Die zur Elbaue gehörende Umgebung der Burg war von weiten Auenwäldern umgeben.

## Geschichte
Die slawische Burg bestand zumindest bereits im 10. Jahrhundert. Bei der Ersterwähnung Pechaus im Jahr 948 wurde der Ort als Burg Pechouui genannt. Die Burg war das Zentrum eines Burgbezirks im Gau Moraciani, an dessen Westgrenze sie lag. Die Elbe floss zu diesem Zeitpunkt unmittelbar an Pechau vorbei. Aus dieser Lage ergab sich die strategische Bedeutung der Anlage. Die hier lebende slawische Bevölkerung betrieb Ackerbau, Viehhaltung, Jagd und Fischerei.
Wohl um das Jahr 1000 wurde die Burg vermutlich zerstört. Allerdings ließ sich an Funden nachvollziehen, dass die Anlage noch im 12. und 13. Jahrhundert besiedelt war. Ab dem 12. Jahrhundert gehörte die Region zum deutschen Herrschaftsbereich.